# Classe Salmone
I dragamine classe Salmone sono state unità costruite per il dragaggio di mine navali, realizzate negli anni cinquanta negli Stati Uniti su specifiche NATO con i fondi M.D.A.P. e trasferiti alla Marina Militare Italiana. Le unità erano classificate MSO (Class Minesweeper Ocean) cioè dragamine oceanici.

## Caratteristiche
Le unità di questa classe avevano lo scafo in legno e materiali amagnetici, adatte per il dragaggio meccanico, acustico e magnetico ed erano dotate di detector ultrasonico.
L'armamento antiaereo era costituito da una mitragliera da 40/56 singola.
L'apparato motore era costituito da due motori diesel General Motors 8-268A dalla potenza ciascuno di 880 HP accoppiati agli assi portaelica mediante giunto a riduzione, che consentivano ai dragamine di raggiungere una velocità di 14 nodi.

## Unità
- Salmone (ex MSO 507)   5430
- Sgombro (ex MSO 517)  5432
- Squalo (ex MSO 518)  5433
- Storione (ex MSO 506)  5431

## Servizio

Il dragamine Salmone all'arrivo in Italia

Le quattro unità sono state costruite nel cantiere Martinolich di San Diego in California e vennero trasferite alla Marina Militare tra il 1956 e il 1957.
Il 23 febbraio 1956 furono consegnati alla Marina Militare Italiana i dragamine MSO 506 e MSO 507, denominati rispettivamente Storione e Salmone.
Il 12 marzo 1957 venne consegnato all'Italia il dragamine MSO 517, denominato Sgombro ed il 20 giugno successivo il dragamine MSO 518, denominato Squalo.
Durante la loro attività operativa queste unità furono impiegate in operazioni di dragaggio acustico, magnetico e meccanico, soprattutto nel corso degli anni cinquanta e degli anni sessanta, quando non era raro il ritrovamento di mine lungo le coste italiane, per poi essere prevalentemente impiegate in compiti di sorveglianza costiera e vigilanza pesca.
Le quattro unità della classe erano di base a Messina, inquadrate nella 61 Squadriglia Dragamine Oceanici del II Gruppo Dragamine, che comprendeva anche la 53 Squadriglia Dragamine Costieri costituita da quattro unità della Classe Legni e dal 1967 al 1978 anche la 74 Squadriglia Dragamine Litoranei costituita da unità della Classe Aragosta.
Tra il 1990 e il 1991 Salmone e Sgombro che ormai venivano usati in compiti di pattugliamento, sono andati in disarmo.
Le due unità superstiti, Storione e Squalo, nel 1992-93 vennero convertite in pattugliatori d'altura, con la rimozione delle apparecchiature di dragaggio e con alcune modifiche strutturali, per essere impiegate prevalentemente nel servizio di vigilanza pesca, assicurando ai pescherecci nazionali il libero esercizio dell'attività di pesca in acque internazionali, nel pieno rispetto delle leggi nazionali vigenti, in quanto le aree di gravitazione dei pescherecci, in relazione alla loro pescosità, sono quelle prospicienti le coste tunisine e libiche, in prossimità del limite delle acque territoriali di questi due stati. Le due unità sono andate in disarmo il 3 ottobre 2000.

il Dragamine Storione nel 1985